# 928 Hildrun
Hildrun (asteroide 928) é um asteroide da cintura principal com um diâmetro de 66,49 quilómetros, a 2,6570087 UA. Possui uma excentricidade de 0,1517702 e um período orbital de 2 024,96 dias (5,55 anos).
Hildrun tem uma velocidade orbital média de 16,82879514 km/s e uma inclinação de 17,6454º.
Esse asteroide foi descoberto em 23 de Fevereiro de 1920 por Karl Reinmuth.